# Webex
Webex by Cisco ist ein US-amerikanisches Unternehmen, das Software für Webkonferenzen und Videokonferenzen entwickelt und vertreibt. Es wurde 1995 als WebEx gegründet und 2007 von Cisco Systems übernommen.

## Leistungen und Produkte
Cisco Systems bietet unter dem Namen Webex verschiedene Produkte zur Online-Zusammenarbeit von Privatpersonen und Unternehmen an. Darunter fallen zum Beispiel Videokonferenzlösungen, IP-Telefonie, Instant-Messaging, Dateiübertragung, Screen-Sharing und weitere Funktionen. Für größere Unternehmen stehen zudem Remote-Support-Lösungen oder verschiedene große virtuelle Meetingräume zur Verfügung, um international zusammenarbeiten zu können.
Die einzelnen Produkte sind modular aufgebaut und können nach den eigenen Bedürfnissen angepasst und erweitert werden. Neben Apps für die Mobil-Plattformen Android und iOS werden Desktop-Clients für Windows, Linux und macOS angeboten.

## Geschichte
Subrah Iyar und Min Zhu gründeten das Unternehmen Silver Computing im Jahr 1995. Nach mehreren Umbenennungen firmierte das Unternehmen als ActiveTouch Inc., bis es schließlich sechs Monate vor dem Börsengang in WebEx Communications Inc. umfirmiert wurde. Im Juni 2000 startete WebEx den Börsengang bei einem Umsatz von 8,3 Millionen US-Dollar in den 12 Monaten davor. Im Anschluss an den Börsengang gewann WebEx größere Unternehmen als Neukunden, darunter 3M, Toyota oder Hewlett-Packard, während Unternehmen wie AT&T die Produkte von Webex in ihre eigenen Lösungen integrierten.
In den weiteren Jahren expandierte Webex nach Europa und Indien und gewann weiterhin namhafte Kunden wie Boeing. Allerdings belastete Webex die Ankündigung Microsofts und Oracles, selbst Konferenz-Software anzubieten. Am 15. März 2007 gab schließlich Cisco bekannt, Webex für 3,2 Milliarden US-Dollar zu kaufen. Zu diesem Zeitpunkt erwirtschaftete Webex einen Gewinn von ca. 50 Millionen US-Dollar bei einem Umsatz von ca. 380 Millionen US-Dollar. Seit der Übernahme firmiert Webex als Teil von Cisco Systems unter dem Namen Webex by Cisco und ist Grundlage des Bereichs „Collaboration“

## Verbreitung
2017 wurde Webex als Standard im Markt für virtuelle Meetings angesehen. Nach eigenen Angaben soll zu dem Zeitpunkt allein die Chrome-Erweiterung von ca. 20 Millionen Nutzern weltweit genutzt worden sein. Insgesamt wurden im Jahr 2017 nach Angaben von Cisco monatlich bis zu drei Milliarden Meeting-Minuten mit insgesamt 52 Millionen Nutzern bereitgestellt. Während der COVID-19-Pandemie im Jahr 2020 verkündete Cisco, an einem Tag über 4,2 Millionen Meetings bereitgestellt zu haben.
In der Bundesregierung ist es seit der COVID-19-Pandemie üblich, Videoschalten ohne geheime Informationen über Webex abzuhalten. Auch diverse Bundesministerien sowie die nachgeordneten Geschäftsbereiche nutzen Webex für Besprechungen. Die Bundeswehr erlaubt beispielsweise Gespräche, deren Inhalte (maximal) mit dem Geheimhaltungsgrad Verschlusssache – Nur für den Dienstgebrauch eingestuft sind.

## Sicherheitslücken und kritische Vorfälle
Die Software von Webex und insbesondere die verschiedenen Browser-Erweiterungen standen in der Vergangenheit in der Kritik, da Sicherheitslücken aufgetreten seien. Die Verwendung des Plug-Ins für den Webbrowser Firefox wurde von Mozilla am 23. Januar 2017 zwischenzeitlich sogar global gesperrt, sodass der Zugriff für Webex-Anwender über die Desktop-Software erfolgen musste.
Eine Webex Konferenz erlaubt als Option des Gastgebers die Einwahl per Webbrowser und per Telefon. Solche Kanäle sind dann aber unverschlüsselt. Im Februar 2024 wurde durch einen angeblichen Anwendungsfehler von Webex mit erhöhter Sicherheitsstufe ein Gespräch mit solch einem offenen, nicht autorisierten Kanal unter hochrangigen Bundeswehroffizieren geführt und konnte abgehört werden, was zum Taurus-Abhörfall führte. Dieser begann mit der Veröffentlichung des Mitschnitts dieses Gesprächs durch den staatlichen russischen Propaganda-Sender RT im März 2024. In diesem Gespräch ging es um eine mögliche Lieferung und Einsatzszenarien deutscher Taurus-Marschflugkörper im Russisch-Ukrainischen Krieg. 
Statt zufällig gewählte neun- bis elfstellige Zahlenkombinationen in den Zugangslinks zu verwenden, wurden einfach aufsteigende Zahlenfolgen vergeben. Cisco beteuerte, die Software würde in ihren Standardeinstellungen hohe Sicherheitsstandards bieten. So sei nur die von der Bundeswehr verwendete Version betroffen, da diese eine auf den behördeneigenen Servern installierte und nicht die in der Cloud angebotene Lösung sei.
Recherchen von Zeit Online und dem Verein netzbegrünung zeigten im Juni 2024 jedoch, dass nicht zufällige, sondern aufsteigende Zahlenfolgen auch in Links zu tausenden Meetings unter anderem des Finanz-, Verkehrs- und Wirtschaftsministeriums oder des Bundestages verwendet wurden. Auch auf Links zu Besprechungen ausländischer Behörden, etwa der Schweiz, hätte man Zugriff gehabt. Meetings in der Vergangenheit seien ebenso abrufbar gewesen. Anders als von Cisco behauptet trat das Problem auch nicht nur bei den auf den Servern installierten, sondern auch bei der von ihnen angebotenen Cloud-Version auf. Auch habe Cisco betroffene Stellen nicht umfassend informiert: so teilte das Unternehmen dem Bundesverkehrsministerium mit, es sei nicht von der Sicherheitslücke betroffen. In den von den Journalisten untersuchten Stichproben fanden sich aber 13 abrufbare Links von genau diesem Ministerium. Betroffene Unternehmen sollen ebenso nicht vollumfänglich informiert worden sein.